# Onciale 078
L'Onciale 078 (numerazione Gregory-Aland; "ε 15" nella numerazione Soden), è un codice manoscritto onciale del Nuovo Testamento, in lingua greca, datato paleograficamente al VI secolo.
Si tratta di un palinsesto.

## Descrizione
Il codice è composto da 6 spessi fogli di pergamena di 270 per 200 mm, contenenti brani di testo del Matteo, del Luca, e del Giovanni. Il testo è scritto in due colonne per pagina e 22 linee per colonna.
Contenuto
Matteo 17,22-18,3.11-19; 19,5-14;
Luca 18,14-25;
Giovanni 4,52-5,8; 20,17-26

### Critica testuale
Il testo del codice è rappresentativo del tipo testuale misto. Kurt Aland lo ha collocato nella Categoria III.

## Storia
Il codice è conservato alla Biblioteca nazionale russa (Gr. 13, fol. 1–7) a San Pietroburgo.